# Lactarius torminosus
Lactarius torminosus, ili brezova mlečnica pripada porodici zeka (Russulaceae), redu mlečnica (Lactarius). Rasprostire se u severnim delovima Afrike i Azije, Evropi i Severnoj Americi. Predstavlja čestu i otrovnu gljivu, koja stupa u obligatnu mikorizu sa brezama na kiselim terenima. Plodonosi tokom leta i jeseni. Česta vrsta. 

## Opis plodnog tela
Klobuk je do 15 cm, zaobljen i ububljen u središnjem delu. Gusto je prekriven vunastim dlakama u nijansama cigla crvene i bledoroze boje. Ivica klobuka je dugo podvijena. Tanki, gusti, beličasti s ružičastim odsjajem. Pričvršćeni kod starih gljiva obrasli po stručku. Drška je veličine do 6 x 2,5 cm. Beličaste do ružičaste obojenosti, ponekad sa nepravilnim jamicama jednake boje. Meso je čvrsto, beličasto do bledoružičasto, voćnog mirisa i ukusa. Pri dodiru ispušta belo i ljuto mleko. Mleko ne menja starenjem boju. 

## Mikroskopija
Spore su eliptične, mrežasto ili zebrasto ornamentisane kratkim izbočinama. 7,5 - 9 x 5,5 - 6,5 µm.

## Hemijske reakcije
Mleko u kontaktu sa kalijum-hidroksidom (KOH) menja boju u narandzastu.

## Jestivost
Brezova mlečnica je otrovna gljiva, izaziva gastrointestinalne probleme.

## Galerija
- Lactarius torminosus
- Lactarius torminosus
- Lactarius torminosus
- Lactarius torminosus

## Literatura
- Uzelac, Branislav (2009). Gljive Srbije i zapadnog Balkana. Beograd: BGV logic.
- (1997). Atlas gljiva. Zagreb: Prosvjeta.
- Flik, M. (2010). Koja je ovo gljiva? prepoznavanje, sakupljanje, upotreba. Beograd: Marso.

## Spoljašnje veze
- http://www.first-nature.com/fungi/lactarius-torminosus.php
- http://bioras.petnica.rs%5B%5D
- http://www.first-nature.com
- http://www.speciesfungorum.org/Names/SynSpecies.asp?RecordID=228133